# Lesley Lergenmüller
Lesley Lergenmüller (* 22. Januar 2005 in Berlin) ist eine deutsche Fußballspielerin, die das Fußballspielen beim 1. FFC Turbine Potsdam erlernte, für die zweite und erste Mannschaft spielte, mit der ersten seit 2024 der höchsten Spielklasse angehört und in dieser am 2. Spieltag bereits debütierte.

## Karriere

### Vereine
Lergenmüller besuchte die Sportschule Potsdam und spielte von 2019 bis 2022 für die B-Jugendmannschaft des 1. FFC Turbine Potsdam als Torfrau in der Staffel Nord/Nordost der B-Juniorinnen-Bundesliga.
Zur Saison 2022/23 in die zweite Mannschaft aufgerückt, kam sie für diese in der 2. Bundesliga in sechs Punktspielen zum Einsatz, wobei sie am 2. Oktober 2022 (4. Spieltag) bei der 0:2-Niederlage im Auswärtsspiel gegen den FSV Gütersloh 2009 ihr Seniorinnendebüt gab. Mit dem Abstieg, wurde sie anschließend in der Regionalliga Nordost in zehn Punktspielen eingesetzt.
Im Juli 2024 rückte sie gemeinsam mit Marike Dommasch und Emily Lemke in die erste Mannschaft auf.
Ihr Pflichtspieldebüt gab sie am 8. September 2024 in der 2. Runde des DFB-Pokalwettbewerbs beim 2:0-Sieg beim FC Viktoria 1889 Berlin. Ihre Premiere in der Bundesliga gab sie am 14. September 2024 (2. Spieltag) bei der 0:2-Niederlage im Auswärtsspiel gegen Werder Bremen.

### Auswahlmannschaft
Lergenmüller kam als Spielerin der U14-Auswahlmannschaft des Fußball-Landesverbandes Brandenburg vom 30. Mai bis zum 2. Juni 2019 in vier Spielen im Turnier um den DFB-Länderpokal an der Sportschule Wedau in Duisburg zum Einsatz.

## Erfolge
- Meister 2. Bundesliga 2024 und Aufstieg in die Bundesliga